# Бакыян
Бакыян (кирг. Бакыян) — село в Айтматовском районе Таласской области Кыргызстана. Административный центр Бакыянского аильного округа. Код СОАТЕ — 41707 215 806 01 0.

## Население
По данным переписи 2009 года, в селе проживало 2585 человек.